# Bucklandiella laeta
Bucklandiella laeta là một loài Rêu trong họ Grimmiaceae. Loài này được (Besch. & Cardot) Bednarek-Ochyra & Ochyra mô tả khoa học đầu tiên năm 2003.